# Nádi varangy

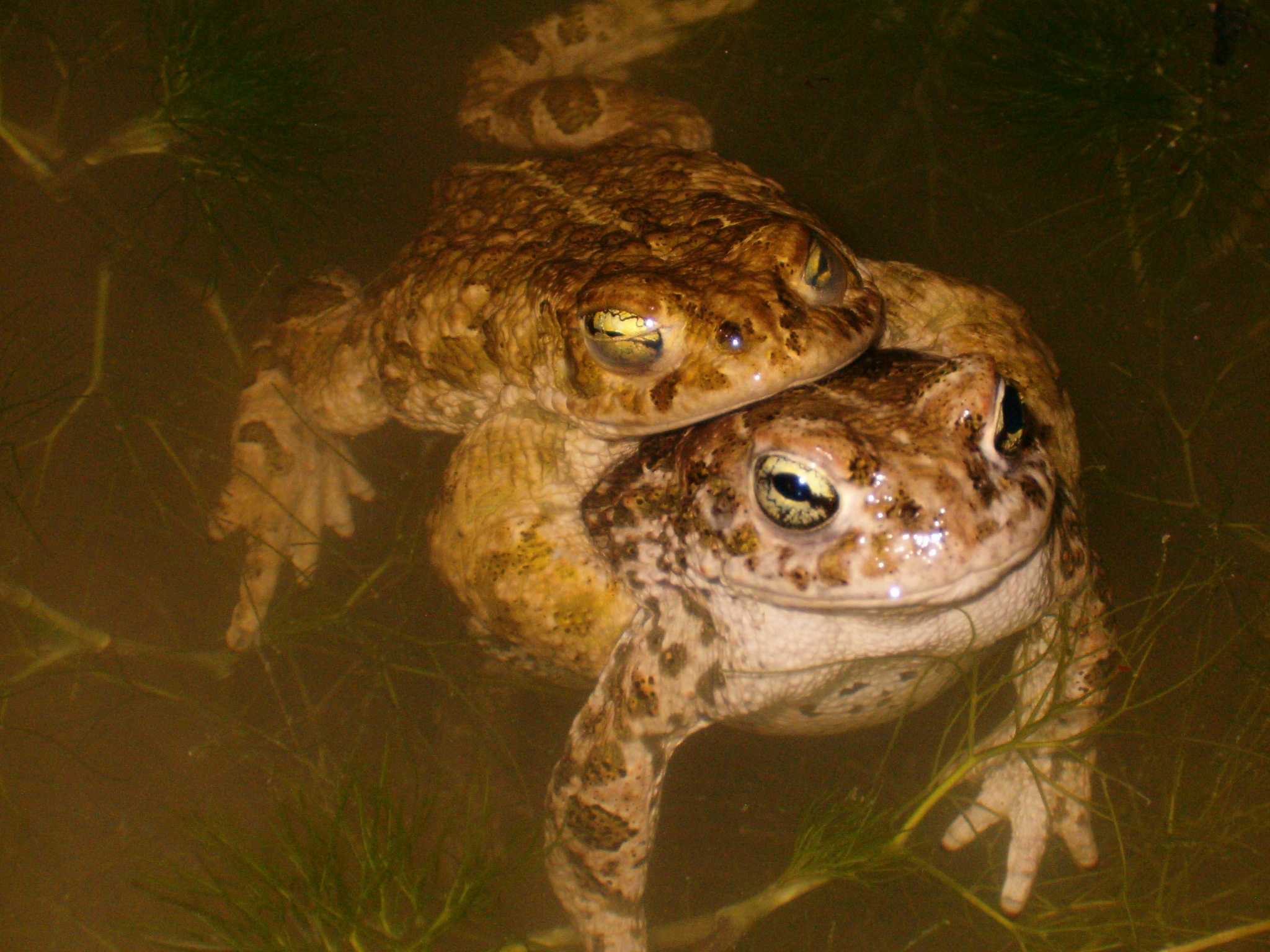
Párosodó nádi varangyok

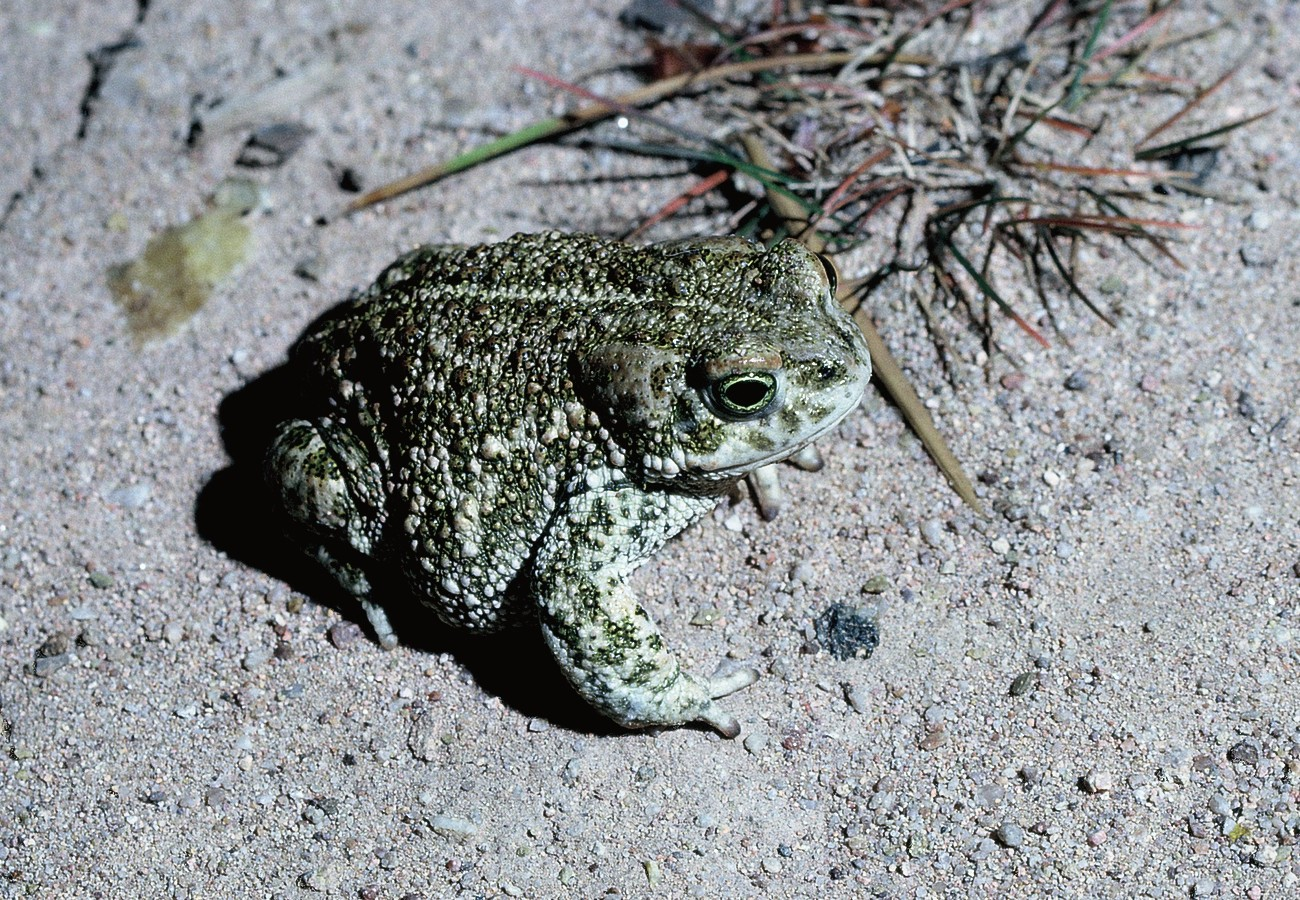

A nádi varangy (Epidalea calamita) a kétéltűek (Amphibia) osztályának békák (Anura) rendjébe, ezen belül a varangyfélék (Bufonidae) családjába tartozó Epidalea békanem monotipikus faja. A faj korábbi neve Bufo calamita.

## Előfordulása
A nádi varangy főként homokos területeken honos, Spanyolországtól északon Dél-Angliáig, Németországig, Hollandiáig, Dániáig, Svédországig és a Baltikumig. A nádi varangy Európa-szerte védett faj. Állománya mégis csökken, mivel élőhelye egyre szűkül, például a kavicsbányák újbóli használatba vétele miatt.

## Megjelenése
A nádi varangy hossza általában legfeljebb 65 milliméter, ritkán 80 milliméter; a nőstény többnyire nagyobb a hímnél. Bőre száraz, fényes és szemölcsös; sárgás olajzöld színű, zöld foltok tarkítják, és mirigyek fedik, amelyek kellemetlen szagú mérget állítanak elő az ellenség elijesztésére. A nádi varangyot a háta közepén húzódó sárga csíkjai különböztetik meg a barna varangytól. Mellső lábát a kemény talajon ásásra is tudja használni. Az ivarérett hímnek az első három ujján vastag tapadópárna fejlődik ki, hogy jobban meg tudjon kapaszkodni a nőstényen. Hátsó lába a többi béka lábához képest viszonylag rövid, az ujjakat részben úszóhártya fedi. A varangy meglepően gyorsan tud futni. Pupillája éjszaka kikerekedik, hogy a lehető legtöbb fényt tudja felvenni; nappal résnyire szűkül.

## Életmódja
A nádi varangy magányos és éjjel aktív. Az ívási időszakban hínáros tavacskákban él, egyébként a szárazföld lakója. Télen üregekbe húzódik több fajtársával együtt, s csak akkor jön elé amikor kint felmelegedett az idő 12 Celsius-fokra. Tápláléka rovarok és férgek. Az állat 15-16 évig él. Mozgásban nem olyan nehézkes, mint a közönséges varangy, habár rövid lábaival ugrani egyáltalában nem tud. Mivel a négy lábán, testét felemelve majdnem olyan gyorsan fut, mint az egér, azért még félhomályban is megkülönböztethető az ugrándozó zöld varangytól. Úszni szintén eléggé jól tud, pedig alig van úszóhártyája. A kúszáshoz szintén jobban ért, mint európai rokonai. Nappal üregekben, kövek alatt, régi falakban található, este előjön, sőt néha még éles, horkoló hangját is hallatja.

## Szaporodása
Az ivarérettséget 2-4 éves korban éri el. Az ívási időszak áprilistól júniusig tart. Az udvarlás idején a hímek ívótavacskáikból néha egész éjszaka hívogatják a nőstényeket rövid, nyers trillázással. A nőstény körülbelül 4000 petét rak, több mint egy méter hosszú petezsinórokba adagolva. Ezeket a zsinórokat a vízinövények köré tekeri. Az ebihalak körülbelül 8 nap múlva kelnek ki. Az ebihalakból 6-8 hét múlva fejlődnek ki a felnőtt állatok. Hamarább a mellső lábak, azután a hátsó lábak fejlődnek ki, legvégül elveszítik farkukat. A levelibéka után e faj hímjének van az európai fajok közt a legerősebb hangja. „Gyakran állottam meg áprilisi estéken – írja – egy tónak a partján, melyben ezek az állatok tanyáztak, várva karénekük megkezdődését. Néhány perccel naplemente után, langyos, szélcsendes időben, mintegy vezényszóra, egyszerre csak felhangzott az állatok kara, s hallatszott élesen és szakadatlanul mintegy 5 percig, hogy azután éppoly hirtelenül megszűnjön. Egy idő múlva hirtelenül ismét felharsant a dal és tartott mindaddig, amíg a tó mellett kitartottam. Más napokon, különösen mikor eső készülődött, a társaság nem tartotta meg olyan pontosan a programját, úgyhogy sehogy sem akart helyes összhang létrejönni, hanem fujta mindegyik a maga nótáját, ahogy éppen jól esett neki. A nőstények csak egészen halkan vartyantottak néha közbe. Fogságban a nőstény a csendes szobában közben-közben valami sajátos, gyenge, panaszos hangot hallat, amely némileg a sárgahasú unka szavára emlékeztet. Az áprilisban lármázó békák sem nem vízi békák, sem nem levelibékák, hanem éppen ezek a varangyok.”

## Természetvédelmi helyzete
A fajra nézve a legnagyobb fenyegetést különleges élőhelyének átalakulása jelenti a bozótosok és erdők terjeszkedése, erdőirtás, savasodás, mezőgazdasági terjeszkedés következtében. A fajt, különösen Dél-Európában, érzékenynek tekintik a klímaváltozásra.
A faj szerepel a Berni egyezmény II. függelékében valamint az Európai Uniónak az élőhelyekről szóló irányelvének IV. függelékében. Elterjedési területének legnagyobb részén nemzeti vagy helyi törvények védik. Számos védett területen fordul elő. Az Egyesült Királyságban működő visszatelepítési program eredményeképpen legalább hat új populációt hoztak létre.